# Litargus grandis
Litargus grandis es una especie de coleóptero de la familia Mycetophagidae.

## Distribución geográfica
Habita en Arizona (Estados Unidos).